# ووکوو
ووکوو (به لاتین: Łuków) یک منطقهٔ مسکونی در لهستان است که در شهرستان ووکوف واقع شده‌است. ووکوو ۳۵٫۷۵ کیلومتر مربع مساحت و ۳۰٬۵۶۴ نفر جمعیت دارد.

## خواهرخوانده
شهر گروزنی خواهرخواندهٔ ووکوو هست.